# 흰 독수리 (준군사조직)
흰 독수리(세르비아어: Бели орлови / Beli orlovi 벨리 오를로비) 또는 어벤저스(세르비아어: Осветници / Osvetnici 오스베트니치)는 세르비아 국가재건(SNO) 및 세르비아 급진당(SRS)와 연계된 세르비아의 준군사조직이다. 흰 독수리는 유고슬라비아 전쟁 기간 크로아티아 독립 전쟁과 보스니아 전쟁에 참여하였다.
2003년 구유고슬라비아 국제형사법원(ICTY)에서 열린 보이슬라브 셰셸 재판에서 흰 독수리는 공동범죄집단(JCO)의 일원이며 셰셸은 이 공동범죄집단에 가담한 대표자로 기소되었다. 기소장에서 흰 독수리 단체는 "체트니크 자원단" 또는 "셰셸의 사람들"(세르비아어: Шешељевци / Šešeljevci 셰셸레브치)이라는 이름으로 확인되었다. 세르비아 급진당의 당수 셰셸은 준군사조직에 가담하지 않았다고 부인하였다.

## 명칭
흰 독수리 내의 단원들은 자신 스스로를 체트니크라고 부르긴 하였으나, 제2차 세계 대전 세기 활동했던 반공주의 파르티잔 단체인 체트니크/흰 독수리 단체와는 다르다. 흰 독수리는 세르비아 국기와 국장에 있는 왕관을 쓴 두 개 머리를 가진 흰 독수리를 가리킨다.

## 역사
흰 독수리 준군사조직은 1990년 말 드라고슬라브 보칸과 미르코 요비치가 처음으로 창설하였다. 1992년 보칸과 요비치가 각자의 길을 가기로 하면서 준군사는 서로 다른 2개 파벌로 갈라졌다. 요비치는 "무슬림과 불신자가 없는 기독교 정교회의 세르비아"가 되어야 한다고 주장하였다. 셰셸은 요비치가 처음 이 단체를 만들었으나 나중에는 요비치의 통제 하에 벗어났다고 말했다. 셰셸은 아르칸의 세르비아 의용방위군과 흰 독수리는 모두 유고슬라비아 방첩국의 지원을 받았다고 말했다.

## 전쟁 범죄
준군사조직은 인종 청소의 가장 잔인한 측면에서 활동하였다. 보스니아 헤르체고비나 지역의 인종청소 작전에 큰 활동을 보인 부대 중 2개 부대, 보이슬라브 셰셸이 지휘하는 체트니크(신 체트니크)와 젤코 라주나토비치(아르칸)과 관련된 타이거 부대 등은 세르비아 공화국 내에서도 활동하고 있다. (...) 아르칸의 타이거 부대는 코소보의 알바니아인의 위협하기 위해 고안된 군사 훈련도 실시하고 있다.— 보스니아 인종청소에 관한 유엔위원회의 보고

구유고슬라비아 국제형사법원(ICTY) 재판소에서는 크로아티아 독립 전쟁 및 보스니아 전쟁 기간 보친 학살, 비셰그라드 학살, 포차 인종청소, 가츠코 학살 등 수많은 전쟁 범죄 행위를 저질렀다고 나왔다. 흰 독수리의 주요 단원들은 전쟁 범죄 재판에 기소되었다. 미타르 바실레비치는 15년 형을 선고받았다. 전 최고 지휘관이었던 밀란 루키치는 여러 민간인을 살해하는 전쟁 범죄 혐의로 종신형을 선고받았다.
흰 독수리는 보산스키브로드의 리예슈체 마을에 강제수용소를 운용한 적도 있었다.

## 같이 보기
- 체트니크
- 세르비아 의용방위군
- 세르비아의 준군사조직 목록